# Bare-Fisted Gallagher
Bare-Fisted Gallagher er en amerikansk stumfilm fra 1919 af Joseph J. Franz.

## Medvirkende
| Skuespiller      | Rolle       |
| ---------------- | ----------- |
| William Desmond  |             |
| Agnes Vernon     | Jem Mason   |
| Arthur Millett   | Selby Mason |
| Frank Lanning    | Aliso Pete  |
| Caroline Rankin  |             |
| Bill Patton      |             |
| Scotty MacGregor |             |
| Tom Ashton       |             |